# Tradução

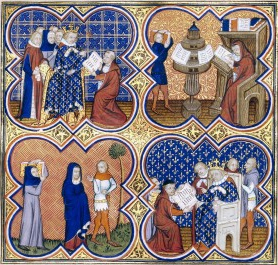
O rei Carlos V de França, o Sábio, comissiona a tradução de Aristóteles. O primeiro quadro o mostra encomendando a tradução; o segundo, a tradução sendo executada. O terceiro e quarto quadros mostram a tradução finalizada sendo levada e presenteada ao rei.

Tradução é uma atividade que abrange a interpretação do significado de um texto em uma língua (o texto fonte) e a produção de um novo texto em outra língua com sentido equivalente. O texto resultante também se chama tradução.
Quem desconhece o processo de tradução quase sempre trata o tradutor como mero conhecedor de dois ou mais idiomas. Traduzir vai além disso. Há um famoso jogo de palavras em italiano que diz "traduttore, Ttraditore" (em português, "tradutor, traidor"), pois todo tradutor teria de trair o texto original para conseguir reescrevê-lo na língua desejada.
A princípio, a tradução envolve dois idiomas, mas não para por aí. As áreas ou tipos de textos traduzidos são muitos, e por isso um bom tradutor de romances não é necessariamente um bom tradutor de textos científicos, e vice-versa.
Tradicionalmente, a tradução sempre foi uma atividade humana, embora haja tentativas de se automatizar e informatizar a tradução de textos em língua natural (tradução automática) ou usar computadores em auxílio à tradução (tradutores on-line).
Ao contrário do que pensa a maioria das pessoas, os tradutores não são apenas tradutores de livros. A tradução de livros ou editorial, ou "tradução literária", é um segmento minoritário do mercado de tradução em todo o mundo. Outros segmentos mais volumosos são os de tradutores jurídicos (entre eles os tradutores públicos (juramentados)), os tradutores de manuais de equipamentos industriais, os tradutores de artigos jornalísticos, os tradutores de textos de medicina, entre outros.

## História

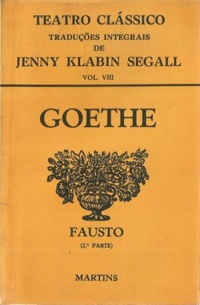
Capa da versão de Fausto, do escritor alemão Goethe, traduzida para o português por Jenny Klabin Segall

As primeiras traduções importantes no ocidente foram da Bíblia. Os judeus haviam passado muito tempo sem falar hebraico, que se perdeu, e as escrituras tiveram de ser traduzidas para que fossem entendidas pelos judeus. De acordo com um documento chamado "Carta de Aristeias", no século III, sob o reinado Ptolemeu II Filadelfo, no Egito, 72 sábios traduziram, do hebreu para o grego, as Sagradas Escrituras. Essa versão da Bíblia se conhece como a versão alexandrina ou a versão dos 70. No século II, a Bíblia foi traduzida do grego para o latim, originando a versão conhecida como Vetus Latina, que mais tarde originou a tradução em português pelo pastor João Ferreira de Almeida.

## Poesia e música
Talvez a forma literária de mais difícil tradução seja a poesia. Não só é necessário manter o significado, mas também o ritmo, as rimas e outras características típicas da poesia. Mais difícil, ainda, é a tradução da poesia ou mesmo da prosa, quando se trata de um texto de uma música (letra), pois este deve-se submeter à prosódia musical, ou seja, os acentos tônicos das palavras devem, preferencialmente, coincidir com os acentos musicais (arsis e thesis). Por exemplo: imagine se a conhecida melodia do "Happy birthday to you" (Parabéns pra você) fosse traduzida por "Feliz aniversário". A palavra "feliz" teria uma acentuação errada (fêliz). Isso pode até mesmo originar cacófonos e cacófatos.

## Cinema

### Processo de tradução dos títulos de filmes estrangeiros
É a adaptação dos títulos que aproxima o filme do seu público. Por isso, diferentemente do que ocorre no processo de legendagem - onde um profissional da área de tradução é contratado para esse serviço e conta com total liberdade na tradução dos roteiros de filmes - a tradução dos títulos dos filmes estrangeiros é feita pela área de marketing dos estúdios e distribuidoras, que levam em consideração que o mesmo deve se adequar ao gênero – comédia, drama etc. – e ao público-alvo do filme, tentando fazer uma ligação entre o título original do filme a expressões que são comuns no país e que atendam a propósitos comerciais. Para reforçar a ideia de identificação cultural que as distribuidoras levam em consideração, pode-se exemplificar a diferença de título que um mesmo filme recebe no Brasil e em Portugal.
É seguindo essa lógica que as produções derivadas de obras literárias tendem a manter a mesma tradução para uma identificação imediata do público. Filmes que utilizam o nome de uma música como título, como Mamma Mia! e Across the Universe, normalmente mantêm o título em inglês devido ao sucesso e à facilidade de reconhecimento. No entanto, esse conceito não é uma regra; por exemplo, a produção estrelada pelos Beatles Hard Day’s Night foi chamada de Os Reis do Iê Iê Iê.
De acordo com o professor e tradutor gaúcho Iuri Abreu, que analisou quase 300 produções, as distribuidoras brasileiras geralmente utilizam recursos como "subtítulos" e "palavras-chave" ao traduzir os nomes dos filmes. Em seu livro "Perdidos na Tradução", Abreu compara os nomes originais com as versões brasileiras e destaca que os subtítulos são utilizados principalmente quando o título original é mantido, seja ele uma palavra em inglês, como em "Ghost - Do Outro Lado da Vida"" e "Halloween - A Noite do Terror", ou o nome de um personagem, como em "Ace Ventura - Um Detetive Diferente" e "Forrest Gump - O Contador de Histórias". As palavras-chave são frequentemente usadas como indicador de gênero. Por exemplo, comédias costumam ter no título "loucura", "confusão" ou "muito louco", enquanto filmes de terror são facilmente identificados por termos como "maldito", "assombrado" e "mortal". Em Portugal, por sua vez, a prática de manter os nomes originais é mais comum do que no Brasil, até mesmo sem a utilização de subtítulos.
Na visão do tradutor e cinéfilo Gabriel de Melo, o mais plausível seria os nomes se aproximarem da língua em que a película foi criada, mas ele concorda que nem sempre isso é possível. “Ao se aproximar do título original, você tem uma ideia da concepção artística do diretor. Para mim é fundamental conhecer essa parte da produção. É um elemento essencial do filme.”, comenta Melo.

## Computação
Em computação, tradutor é um programa que traduz um programa ou algo específico (textos principalmente) em outra linguagem ou em atividades, sendo dividido em compiladores e interpretadores.

## Norma europeia de qualidade para Serviços de Tradução
A norma de qualidade UNE-EN 15038:2006 é uma norma europeia específica para serviços de tradução que “abrange o processo central da tradução, bem como todos os demais aspectos relacionados com a prestação do serviço, incluindo a gestão da qualidade e a rastreabilidade”. Da mesma forma, estabelece e define os requisitos que deve cumprir um prestador de serviços de tradução (PST) no que diz respeito a recursos humanos e técnicos, a gestão da qualidade, a gestão de projetos, as relações contratuais com os seus clientes e os procedimentos de serviço.
Podem ser encontrados na norma EN 15038 requisitos para recursos humanos, recursos tecnológicos, gestão da qualidade, gestão de projeto, bases para estabelecimento de contratos e procedimentos de serviços. Esse escopo, contudo, refere-se somente a serviços de tradução e não inclui os serviços de interpretação.
A norma europeia de qualidade para Serviços de Tradução, apesar de regulativa entre os diferentes estados membros, contém particularidades singulares entre os mesmos. A título de exemplo, empresas que pretendam expandir-se para o mercado alemão devem respeitar as as normas DIN, que representam um aspecto crítico da regulamentação técnica e da conformidade em vários setores em todo o mundo.

## Métodos de tradução

### Direta
1. Empréstimo, que nada mais é do que usar na língua de chegada um termo ou expressão tomado de empréstimo da língua de partida, sem qualquer alteração.
2. Decalque, uma forma de empréstimo em que um termo ou expressão consagrados na língua de partida é traduzido literalmente na língua de chegada, na qual, com o tempo, pode vir a se consagrar e ser incorporado, ou então permanecer marcado por sua origem estrangeira.
3. Literal é a tradução em que a língua de chegada adota, servilmente, as estruturas gramaticais e o léxico correspondente da língua de partida. Só é possível entre idiomas que possuam afinidades semântica, morfológicas e sintáticas de algum tipo.

### Oblíqua
1. Transposição é o processo pelo qual a tradução promove modificações em termos de classe gramatical de uma língua para outra. A questão aqui é que essa modificação seja feita para se manter adequada a enunciação ou preservar alguma nuance estilística.
2. Modulação é uma modificação no ponto de vista no texto traduzido em relação ao original. Ocorre por razões estilísticas ou por adequação sintática à língua de chegada.
3. Equivalência ocorre quando não há semelhança ou aproximação possível entre as duas línguas e o texto de chegada. Aplica-se a expressões ou termos consagrados com forte identificação cultural da língua de partida e o tradutor precisa encontrar algum termo ou expressão que, de alguma forma, seja equivalente em termos culturais na língua de chegada.
4. Adaptação ocorre em situações em que não há equivalência possível entre as duas línguas e não é possível adotar nenhum dos procedimentos anteriores. Pode ser considerado uma equivalência, em certa medida, pela necessidade de o tradutor encontrar alguma solução que faça sentido na língua de chegada, sendo que qualquer literalidade em relação à língua de partida resultaria numa tradução sem sentido.[12]